# ATP Finals de 2019

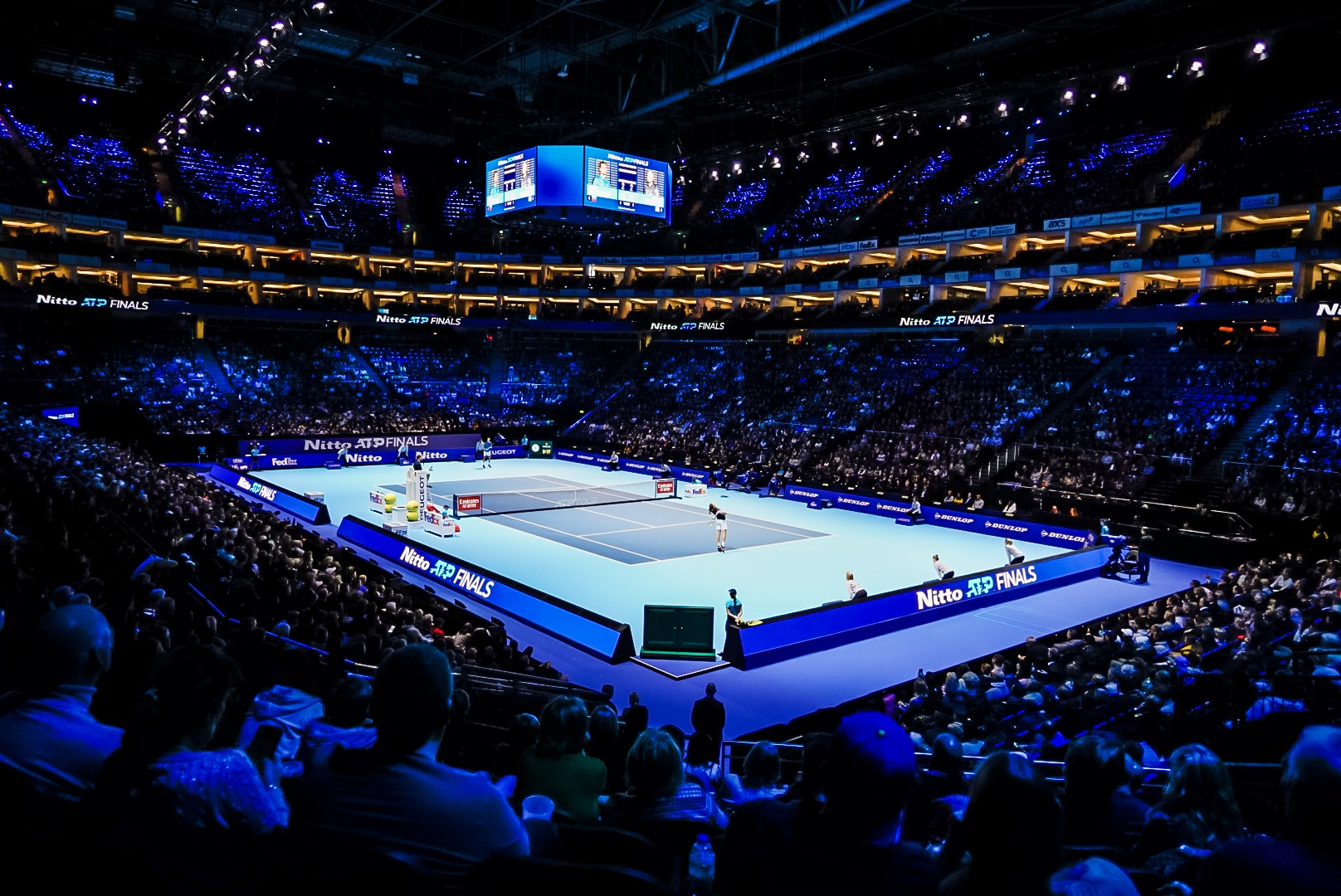

O ATP Finals de 2019 foi um torneio de tênis masculino disputado em quadras duras cobertas na cidade de Londres, na Reino Unido. Esta foi a 50ª edição de simples e 45ª de duplas.

## Pontuação e premiação

### Antes do torneio
A premiação máxima do ATP Finals de 2019 é de US$ 9.000.000. Ela varia de acordo com a campanha dos jogadores.
| Simples                                                           | Simples            | Simples   |
| Fase                                                              | Premiação          | Pontos    |
| ----------------------------------------------------------------- | ------------------ | --------- |
| Título                                                            | RR + US$ 2.011.000 | RR + 900  |
| Final                                                             | RR + US$ 657.000   | RR + 400  |
| Semifinal                                                         | RR                 | RR        |
| Vitória por jogo na fase de grupos                                | US$ 215.000        | 200       |
| Participação (para os oito originalmente classificados)           | US$ 215.000        | —         |
| Alternates                                                        | US$ 116.000        | 200 por V |
| RR significa premiação ou pontuação conquistada na fase de grupos |                    |           |

| Duplas                                                            | Duplas           | Duplas    |
| Fase                                                              | Premiação        | Pontos    |
| ----------------------------------------------------------------- | ---------------- | --------- |
| Título                                                            | RR + US$ 310.000 | RR + 900  |
| Final                                                             | RR + US$ 106.000 | RR + 400  |
| Semifinal                                                         | RR               | RR        |
| Vitória por jogo na fase de grupos                                | US$ 40.000       | 200       |
| Participação (para os oito originalmente classificados)           | US$ 103.000      | —         |
| Alternates                                                        | US$ 40.000       | 200 por V |
| RR significa premiação ou pontuação conquistada na fase de grupos |                  |           |

### Depois do torneio
Valores pagos de acordo com a campanha de cada jogador ou dupla.
| Simples            | Simples      | Simples       | Simples       | Simples   |
| Jogador            | Premiação    | Premiação     | Total         | Pontuação |
| Jogador            | Participação | Campanha      | Total         | Pontuação |
| ------------------ | ------------ | ------------- | ------------- | --------- |
| Stefanos Tsitsipas | U$ 215.000   | US$ 2.441.000 | US$ 2.656.000 | 1.300     |
| Dominic Thiem      | U$ 215.000   | US$ 1.087.000 | US$ 1.302.000 | 800       |
| Roger Federer      | US$ 215.000  | US$ 430.000   | US$ 645.000   | 400       |
| Alexander Zverev   | US$ 215.000  | US$ 430.000   | US$ 645.000   | 400       |
| Rafael Nadal       | US$ 215.000  | US$ 430.000   | US$ 645.000   | 400       |
| Matteo Berrettini  | US$ 215.000  | US$ 215.000   | US$ 430.000   | 200       |
| Novak Djokovic     | US$ 215.000  | US$ 215.000   | US$ 430.000   | 200       |
| Daniil Medvedev    | US$ 215.000  | US$ 0         | US$ 215.000   | 0         |
| Total              | Total        | Total         | US$ 6.968.000 |           |

| Duplas                              | Duplas       | Duplas          | Duplas        | Duplas    |
| Jogador                             | Premiação    | Premiação       | Total         | Pontuação |
| Jogador                             | Participação | Campanha        | Total         | Pontuação |
| ----------------------------------- | ------------ | --------------- | ------------- | --------- |
| Pierre-Hugues Herbert Nicolas Mahut | US$ 103.000  | US$ US$ 430.000 | US$ 533.000   | 1.500     |
| Raven Klaasen Michael Venus         | US$ 103.000  | US$ 186.000     | US$ 289.000   | 800       |
| Łukasz Kubot Marcelo Melo           | US$ 103.000  | US$ 80.000      | US$ 183.000   | 400       |
| Juan Sebastián Cabal Robert Farah   | US$ 103.000  | US$ 40.000      | US$ 143.000   | 200       |
| Ivan Dodig Filip Polášek            | US$ 103.000  | US$ 40.000      | US$ 143.000   | 200       |
| Kevin Krawietz Andreas Mies         | US$ 103.000  | US$ 40.000      | US$ 143.000   | 200       |
| Rajeev Ram Joe Salisbury            | US$ 103.000  | US$ 40.000      | US$ 143.000   | 200       |
| Jean-Julien Rojer Horia Tecău       | US$ 103.000  | US$ 40.000      | US$ 143.000   | 200       |
| Total                               | Total        | Total           | US$ 1.720.000 |           |

- Total simples + duplas = US$ 8.688.000

## Qualificação
| Corrida final de simples - Race to London (4 de novembro de 2019) | Corrida final de simples - Race to London (4 de novembro de 2019) | Corrida final de simples - Race to London (4 de novembro de 2019) | Corrida final de simples - Race to London (4 de novembro de 2019) | Corrida final de simples - Race to London (4 de novembro de 2019) |
| Pos.                                                              | Jogador                                                           | Pontos                                                            | Torneios                                                          | Data da qualificação                                              |
| ----------------------------------------------------------------- | ----------------------------------------------------------------- | ----------------------------------------------------------------- | ----------------------------------------------------------------- | ----------------------------------------------------------------- |
| 1º                                                                | Rafael Nadal                                                      | 9.585                                                             | 16                                                                | 10 de julho                                                       |
| 2º                                                                | Novak Djokovic                                                    | 8.945                                                             | 16                                                                | 14 de julho                                                       |
| 3º                                                                | Roger Federer                                                     | 6.190                                                             | 16                                                                | 27 de agosto                                                      |
| 4º                                                                | Daniil Medvedev                                                   | 5.705                                                             | 23                                                                | 3 de setembro                                                     |
| 5º                                                                | Dominic Thiem                                                     | 5.025                                                             | 21                                                                | 5 de outubro                                                      |
| 6º                                                                | Stefanos Tsitsipas                                                | 4.000                                                             | 26                                                                | 11 de outubro                                                     |
| 7º                                                                | Alexander Zverev                                                  | 2.945                                                             | 23                                                                | 30 de outubro                                                     |
| 8º                                                                | Matteo Berrettini                                                 | 2.670                                                             | 25                                                                | 1º de novembro                                                    |
| 9º                                                                | Roberto Bautista Agut                                             | 2.540                                                             | 23                                                                |                                                                   |
| 10º                                                               | Gaël Monfils                                                      | 2.530                                                             | 21                                                                |                                                                   |
| 11º                                                               | David Goffin                                                      | 2.335                                                             | 27                                                                |                                                                   |
| 12º                                                               | Fabio Fognini                                                     | 2.290                                                             | 24                                                                |                                                                   |
| 13º                                                               | Kei Nishikori                                                     | 2.180                                                             | 16                                                                |                                                                   |
| 14º                                                               | Diego Schwartzman                                                 | 2.125                                                             | 25                                                                |                                                                   |
| 15º                                                               | Denis Shapovalov                                                  | 2.050                                                             | 26                                                                |                                                                   |
| 16º                                                               | Stan Wawrinka                                                     | 2.000                                                             | 20                                                                |                                                                   |
| 17º                                                               | Karen Khachanov                                                   | 1.840                                                             | 26                                                                |                                                                   |
| 18º                                                               | Alex de Minaur                                                    | 1.775                                                             | 23                                                                |                                                                   |
| 19º                                                               | John Isner                                                        | 1.770                                                             | 20                                                                |                                                                   |
| 20º                                                               | Grigor Dimitrov                                                   | 1.747                                                             | 22                                                                |                                                                   |

| Corrida final de duplas - Race to London (4 de novembro de 2019) | Corrida final de duplas - Race to London (4 de novembro de 2019) | Corrida final de duplas - Race to London (4 de novembro de 2019) | Corrida final de duplas - Race to London (4 de novembro de 2019) | Corrida final de duplas - Race to London (4 de novembro de 2019) |
| Pos.                                                             | Jogador                                                          | Pontos                                                           | Torneios                                                         | Data da qualificação                                             |
| ---------------------------------------------------------------- | ---------------------------------------------------------------- | ---------------------------------------------------------------- | ---------------------------------------------------------------- | ---------------------------------------------------------------- |
| 1º                                                               | Juan Sebastián Cabal Robert Farah                                | 8.300                                                            | 21                                                               | 16 de agosto                                                     |
| 2º                                                               | Łukasz Kubot Marcelo Melo                                        | 4.645                                                            | 21                                                               | 11 de outubro                                                    |
| 3º                                                               | Kevin Krawietz Andreas Mies                                      | 3.985                                                            | 21                                                               | 26 de outubro                                                    |
| 4º                                                               | Rajeev Ram Joe Salisbury                                         | 3.670                                                            | 24                                                               | 28 de outburo                                                    |
| 5º                                                               | Raven Klaasen Michael Venus                                      | 3.640                                                            | 20                                                               | 24 de outubro                                                    |
| 6º                                                               | Jean-Julien Rojer Horia Tecău                                    | 3.585                                                            | 23                                                               | 28 de outubro                                                    |
| 7º                                                               | Bob Bryan Mike Bryan                                             | 3.380                                                            | 20                                                               |                                                                  |
| 8º                                                               | Pierre-Hugues Herbert Nicolas Mahut                              | 3.360                                                            | 7                                                                | 26 de outubro                                                    |
| 9º                                                               | Ivan Dodig Filip Polášek                                         | 3.225                                                            | 11                                                               | 1º de novembro                                                   |
| 10º                                                              | Henri Kontinen John Peers                                        | 3.000                                                            | 19                                                               |                                                                  |
| 11º                                                              | Jérémy Chardy Fabrice Martin                                     | 2.600                                                            | 15                                                               |                                                                  |

## Grupos

### Simples
A edição de 2019 do torneio de final de temporada contou com três jogadores número 1 do mundo, além de três campeões e um vice-campeão de torneios do Grand Slam. Os competidores foram divididos em dois grupos.
| Grupo Andre Agassi     |
| ---------------------- |
| Rafael Nadal [1]       |
| Daniil Medvedev [4]    |
| Stefanos Tsitsipas [6] |
| Alexander Zverev [7]   |

| Grupo Björn Borg      |
| --------------------- |
| Novak Djokovic [2]    |
| Roger Federer [3]     |
| Dominic Thiem [5]     |
| Matteo Berrettini [8] |

### Duplas
A edição de 2019 do torneio de final de temporada contou com cinco jogadores número 1 do mundo, além de doze campeões e um vice-campeão de torneios do Grand Slam. Os competidores foram divididos em dois grupos.
| Grupo Max Mirnyi                            |
| ------------------------------------------- |
| Juan Sebastián Cabal [1] Robert Farah [1]   |
| Kevin Krawietz [3] Andreas Mies [3]         |
| Jean-Julien Rojer [6] Horia Tecău [6]       |
| Pierre-Hugues Herbert [7] Nicolas Mahut [7] |

| Grupo Jonas Björkman                |
| ----------------------------------- |
| Łukasz Kubot [2] Marcelo Melo [2]   |
| Rajeev Ram [4] Joe Salisbury [4]    |
| Raven Klaasen [5] Michael Venus [5] |
| Ivan Dodig [8] Filip Polášek [8]    |

## Finais
| Categoria | Campeão(s)                          | Vice-campeão(ões)           | Resultado       | Chave(s)  |           |
| --------- | ----------------------------------- | --------------------------- | --------------- | --------- | --------- |
| Simples   | Stefanos Tsitsipas                  | Dominic Thiem               | 66–7, 6–2, 7–64 | principal |           |
| Duplas    | Pierre-Hugues Herbert Nicolas Mahut | Raven Klaasen Michael Venus | 6–3, 6–4        | principal | principal |